# Курт Маковскі
Курт Маковскі (нім. Kurt Makowski; 1 вересня 1915, Вісбаден — 5 жовтня 1942, Атлантичний океан) — німецький офіцер-підводник, оберлейтенант-цур-зее крігсмаріне.

## Біографія
3 квітня 1936 року вступив на флот. В 1940 році — вахтовий офіцер на підводному човні U-61. З 2 січня 1941 року — 2-й вахтовий офіцер на U-66. В червні-липні 1941 року пройшов курс командира човна.  З липня 1941 по лютий 1942 року — командир U-78, з 23 квітня 1942 року — U-619. 10 вересня вийшов у свій перший і останній похід. 5 жовтня U-619 був потоплений в Північній Атлантиці південно-західніше Ісландії (58°41′ пн. ш. 22°58′ зх. д.) глибинними бомбами британського бомбардувальника «Хадсон». Всі 44 члени екіпажу загинули.
Всього за час бойових дій потопив 2 кораблі загальною водотоннажністю 8723 тонни.
| Дата            | Назва корабля | Тип               | Тоннаж | Вантаж | Екіпаж | Загинули | Країна             | Конвой |
| --------------- | ------------- | ----------------- | ------ | ------ | ------ | -------- | ------------------ | ------ |
| 24 вересня 1942 | John Winthrop | Торговий пароплав | 7,176  | Баласт | 52     | 52       | США                | ON-131 |
| 26 вересня 1942 | Yorktown      | Торговий пароплав | 1,547  | Баласт | 60     | 18       | Британська імперія | RB-1   |

## Звання
- Кандидат в офіцери (3 квітня 1936)
- Морський кадет (10 вересня 1936)
- Фенріх-цур-зее (1 травня 1937)
- Оберфенріх-цур-зее (1 липня 1938)
- Лейтенант-цур-зее (1 жовтня 1938)
- Оберлейтенант-цур-зее (1 жовтня 1940)

## Нагороди
- Залізний хрест 2-го і 1-го класу
- Нагрудний знак підводника